# Élections législatives de 1973 dans la Haute-Loire
Les élections législatives françaises de 1973 se déroulent les 4 et 11 mars 1973. Dans le département de la Haute-Loire, deux députés sont à élire dans le cadre de deux circonscriptions.

## Élus
| Circonscription | Député sortant | Parti | Parti | Député élu ou réélu | Parti | Parti |
| --------------- | -------------- | ----- | ----- | ------------------- | ----- | ----- |
| 1re             | Jacques Barrot |       | CD    | Jacques Barrot      |       | CDP   |
| 2e              | René Chazelle  |       | PS    | Jean-Claude Simon   |       | RI    |

## Résultats

### Résultats à l'échelle du département
| Parti                 | Parti                                   | Premier tour | Premier tour | Second tour | Second tour | Sièges |
| Parti                 | Parti                                   | Voix         | %            | Voix        | %           | Sièges |
| --------------------- | --------------------------------------- | ------------ | ------------ | ----------- | ----------- | ------ |
|                       | Centre démocratie et progrès            | 36 431       | 34,38        |             |             | 1      |
|                       | Union des démocrates pour la République | 8 523        | 8,04         | Retrait     | Retrait     | 0      |
|                       | Républicains indépendants               | 15 790       | 14,90        | 28 059      | 50,55       | 1      |
|                       | Union des républicains de progrès       | 60 744       | 57,33        | 28 059      | 50,55       | 2      |
|                       |                                         |              |              |             |             |        |
|                       | Parti socialiste                        | 31 287       | 29,53        | 27 447      | 49,45       | 0      |
|                       | Parti communiste français               | 9 081        | 8,57         |             |             | 0      |
|                       | Union de la gauche                      | 40 368       | 38,10        | 27 447      | 49,45       | 0      |
|                       |                                         |              |              |             |             |        |
|                       | Front national                          | 2 699        | 2,55         |             |             | 0      |
|                       | Mouvement réformateur                   | 2 143        | 2,02         | 0           |             |        |
|                       |                                         |              |              |             |             |        |
| Inscrits              | Inscrits                                | 138 101      | 100,00       | 67 206      | 100,00      | 2      |
| Abstentions           | Abstentions                             | 30 024       | 21,74        | 11 048      | 16,44       |        |
| Votants               | Votants                                 | 108 077      | 78,26        | 56 158      | 83,56       |        |
| Blancs et nuls        | Blancs et nuls                          | 2 123        | 1,96         | 652         | 1,16        |        |
| Exprimés              | Exprimés                                | 105 954      | 98,04        | 55 506      | 98,84       |        |
| Source : Data.gouv.fr |                                         |              |              |             |             |        |

### Résultats par circonscription

#### Première circonscription (Le Puy-en-Velay - Yssingeaux)
|                | Jacques Barrot sortant réélu | CDP (URP)      | 36 431 | 66,91  |  |  |  |
|                | Michel Charasse              | PS (UGSD)      | 10 427 | 19,15  |  |  |  |
|                | Jean Souchal                 | PCF            | 4 893  | 8,99   |  |  |  |
|                | Jacques Bosio-Gillet         | FN             | 2 699  | 4,96   |  |  |  |
|                |                              |                |        |        |  |  |  |
| Inscrits       | Inscrits                     | Inscrits       | 70 882 | 100,00 |  |  |  |
| Abstentions    | Abstentions                  | Abstentions    | 15 102 | 21,31  |  |  |  |
| Votants        | Votants                      | Votants        | 55 780 | 78,69  |  |  |  |
| Blancs et nuls | Blancs et nuls               | Blancs et nuls | 1 330  | 2,38   |  |  |  |
| Exprimés       | Exprimés                     | Exprimés       | 54 450 | 97,62  |  |  |  |

#### Deuxième circonscription (Le Puy-en-Velay - Brioude)
| Candidat       | Candidat              | Parti          | Premier tour | Premier tour | Second tour | Second tour |  |
| Candidat       | Candidat              | Parti          | Voix         | %            | Voix        | %           |  |
| -------------- | --------------------- | -------------- | ------------ | ------------ | ----------- | ----------- |  |
|                | René Chazelle sortant | PS (UGSD)      | 20 860       | 40,5         | 27 447      | 49,45       |  |
|                | Jean-Claude Simon élu | RI (URP)       | 15 790       | 30,66        | 28 059      | 50,55       |  |
|                | Adrien Gouteyron      | UDR (URP)      | 8 523        | 16,55        | Retrait     | Retrait     |  |
|                | Paul Roux             | PCF            | 4 188        | 8,13         |             |             |  |
|                | Claude Vidal          | MR             | 2 143        | 4,16         |             |             |  |
|                |                       |                |              |              |             |             |  |
| Inscrits       | Inscrits              | Inscrits       | 67 219       | 100,00       | 67 206      | 100,00      |  |
| Abstentions    | Abstentions           | Abstentions    | 14 922       | 22,2         | 11 048      | 16,44       |  |
| Votants        | Votants               | Votants        | 52 297       | 77,8         | 56 158      | 83,56       |  |
| Blancs et nuls | Blancs et nuls        | Blancs et nuls | 793          | 1,52         | 652         | 1,16        |  |
| Exprimés       | Exprimés              | Exprimés       | 51 504       | 98,48        | 55 506      | 98,84       |  |